# Giovanni Zarrella/Diskografie
Diese Diskografie ist eine Übersicht über die musikalischen Werke des italienischen Sängers Giovanni Zarrella. Den Schallplattenauszeichnungen zufolge hat er bisher mehr als 520.000 Tonträger verkauft. Seine erfolgreichste Veröffentlichung ist das vierte Studioalbum La vita è bella mit über 410.000 verkauften Einheiten.

## Alben

### Studioalben
| Jahr | Titel Musiklabel                    | Höchstplatzierung, Gesamtwochen, AuszeichnungChartplatzierungen (Jahr, Titel, Musiklabel, Platzierungen, Wochen, Auszeichnungen, Anmerkungen) | Höchstplatzierung, Gesamtwochen, AuszeichnungChartplatzierungen (Jahr, Titel, Musiklabel, Platzierungen, Wochen, Auszeichnungen, Anmerkungen) | Höchstplatzierung, Gesamtwochen, AuszeichnungChartplatzierungen (Jahr, Titel, Musiklabel, Platzierungen, Wochen, Auszeichnungen, Anmerkungen) | Anmerkungen                                             |
| Jahr | Titel Musiklabel                    | DE | AT | CH | Anmerkungen                                             |
| ---- | ----------------------------------- | --- | --- | --- | ------------------------------------------------------- |
| 2006 | Coming Up Popmissive Records (UMG)  | — | — | — | Erstveröffentlichung: 1. September 2006                 |
| 2008 | Musica Starwatch Music (WMG)        | DE90 (1 Wo.)DE | — | — | Erstveröffentlichung: 21. November 2008                 |
| 2010 | Ancora musica Starwatch Music (WMG) | DE32 (5 Wo.)DE | AT49 (4 Wo.)AT | CH22 (6 Wo.)CH | Erstveröffentlichung: 5. Februar 2010                   |
| 2019 | La vita è bella Telamo (WMG)        | DE2 ×2Doppelplatin · (84 Wo.)DE | AT6 Platin · (82 Wo.)AT | CH5 (74 Wo.)CH | Erstveröffentlichung: 19. Juli 2019 Verkäufe: + 415.000 |
| 2021 | Ciao! Telamo (WMG)                  | DE1 Gold · (40 Wo.)DE | AT1 Gold · (35 Wo.)AT | CH2 (25 Wo.)CH | Erstveröffentlichung: 9. April 2021 Verkäufe: + 107.500 |
| 2022 | Per sempre Telamo (WMG)             | DE1 (27 Wo.)DE | AT1 (9 Wo.)AT | CH3 (8 Wo.)CH | Erstveröffentlichung: 19. August 2022                   |
| 2025 | Universo Warner Music (WMG)         | DE3 (3 Wo.)DE | AT3 (3 Wo.)AT | CH18 (2 Wo.)CH | Erstveröffentlichung: 2. Mai 2025                       |

## Singles

### Als Leadmusiker
| Jahr | Titel Album                                   | Höchstplatzierung, Gesamtwochen, AuszeichnungChartplatzierungen (Jahr, Titel, Album, Platzierungen, Wochen, Auszeichnungen, Anmerkungen) | Höchstplatzierung, Gesamtwochen, AuszeichnungChartplatzierungen (Jahr, Titel, Album, Platzierungen, Wochen, Auszeichnungen, Anmerkungen) | Höchstplatzierung, Gesamtwochen, AuszeichnungChartplatzierungen (Jahr, Titel, Album, Platzierungen, Wochen, Auszeichnungen, Anmerkungen) | Anmerkungen                                                                                                   |
| Jahr | Titel Album                                   | DE | AT | CH | Anmerkungen                                                                                                   |
| ---- | --------------------------------------------- | --- | --- | --- | --- |
| 2006 | Ticket to the Moon Coming Up                  | — | — | — | Erstveröffentlichung: 2006 Original: Electric Light Orchestra                                                 |
| 2008 | Wundervoll – Sei bellissima Musica            | DE9 (11 Wo.)DE | AT15 (12 Wo.)AT | CH65 (4 Wo.)CH | Erstveröffentlichung: 10. Oktober 2008                                                                        |
| 2010 | I Can’t Dance Alone Ancora musica             | DE26 (7 Wo.)DE | AT49 (4 Wo.)AT | — | Erstveröffentlichung: 22. Januar 2010 feat. Ross Antony                                                       |
| 2012 | Viva la Mamma –                               | — | — | — | Erstveröffentlichung: 4. Mai 2012 Original: Edoardo Bennato                                                   |
| 2012 | Buona sera signorina –                        | — | — | — | Erstveröffentlichung: 20. Juli 2012                                                                           |
| 2015 | Dolcemente tù –                               | — | — | — | Erstveröffentlichung: 26. Juni 2015                                                                           |
| 2019 | Il più buono La vita è bella                  | — | — | — | Erstveröffentlichung: 15. März 2019 Original: Roland Kaiser – Es kann der Frömmste nicht in Frieden leben     |
| 2019 | Santa Maria La vita è bella                   | — | — | — | Erstveröffentlichung: 15. März 2019 Original: Oliver Onions                                                   |
| 2019 | Dammi La vita è bella                         | — | — | — | Erstveröffentlichung: 17. Mai 2019 Original: Wolfgang Petry – Wahnsinn                                        |
| 2019 | Senza te (Ohne dich) La vita è bella          | DE68 (3 Wo.)DE | AT69 (2 Wo.)AT | CH78 (2 Wo.)CH | Erstveröffentlichung: 28. Juni 2019 feat. Pietro Lombardi; Original: Münchner Freiheit                        |
| 2019 | Così sei tu La vita è bella                   | — | — | — | Erstveröffentlichung: 19. Juli 2019 feat. Jana Ina Zarrella; Original: Peter Maffay – So bist du              |
| 2020 | Ciao!                                         | — | — | — | Erstveröffentlichung: 31. Dezember 2020 Original: Opus – Live Is Life                                         |
| 2021 | Ci sarai (Irgendwie) Ciao!                    | DE76 (1 Wo.)DE | — | — | Erstveröffentlichung: 26. Februar 2021 feat. Pietro Lombardi Original: Nena – Irgendwie, irgendwo, irgendwann |
| 2021 | Sette ponti devi attraversare Ciao!           | — | — | — | Erstveröffentlichung: 22. Oktober 2021 Original: Karat – Über sieben Brücken mußt du gehn                     |
| 2022 | Un angelo Per sempre                          | — | — | — | Erstveröffentlichung: 9. April 2022 Original: Robbie Williams – Angels                                        |
| 2022 | Allora prendi e vai Per sempre                | — | — | — | Erstveröffentlichung: 8. Juli 2022 Original: ABBA – The Winner Takes It All                                   |
| 2022 | Non puoi lasciarmi cosi Per sempre            | — | — | — | Erstveröffentlichung: 5. August 2022 Original: Backstreet Boys – Quit Playing Games (with My Heart)           |
| 2023 | Impossibile Per sempre (Edizione Da capo)     | — | — | — | Erstveröffentlichung: 31. März 2023 Original: Phil Collins – Against All Odds                                 |
| 2023 | Senza catene Per sempre (Edizione Da capo)    | — | — | — | Erstveröffentlichung: 14. April 2023 Original: Todd Duncan – Unchained (Lonely River)                         |
| 2023 | Cose della vita Per sempre (Edizione Da capo) | — | — | — | Erstveröffentlichung: 28. April 2023 Original: Eros Ramazzotti                                                |
| 2024 | Danza Universo                                | — | — | — | Erstveröffentlichung: 22. März 2024                                                                           |
| 2024 | Fantastico Universo                           | — | — | — | Erstveröffentlichung: 7. Juni 2024                                                                            |
| 2024 | Mi Piace Universo                             | — | — | — | Erstveröffentlichung: 20. September 2024                                                                      |
| 2024 | Universo                                      | — | — | — | Erstveröffentlichung: 8. November 2024                                                                        |
| 2025 | La discoteca italiana Universo                | — | — | — | Erstveröffentlichung: 4. April 2025                                                                           |

### Als Gastmusiker
| Jahr | Titel Album                                   | Höchstplatzierung, Gesamtwochen, AuszeichnungChartplatzierungen (Jahr, Titel, Album, Platzierungen, Wochen, Auszeichnungen, Anmerkungen) | Höchstplatzierung, Gesamtwochen, AuszeichnungChartplatzierungen (Jahr, Titel, Album, Platzierungen, Wochen, Auszeichnungen, Anmerkungen) | Höchstplatzierung, Gesamtwochen, AuszeichnungChartplatzierungen (Jahr, Titel, Album, Platzierungen, Wochen, Auszeichnungen, Anmerkungen) | Anmerkungen                                                                                       |
| Jahr | Titel Album                                   | DE | AT | CH | Anmerkungen                                                                                       |
| ---- | --------------------------------------------- | --- | --- | --- | ------------------------------------------------------------------------------------------------- |
| 2013 | Verao do amor –                               | — | — | — | Erstveröffentlichung: 11. August 2013 Magnetics feat. Giovanni Zarrella                           |
| 2018 | Bella Ciao –                                  | — | — | — | Erstveröffentlichung: 29. Juni 2018 Mauro Mondello feat. Giovanni Zarrella; Original: Traditional |
| 2020 | Hand in Hand Goldene Weihnachtshits (Sampler) | — | — | — | Erstveröffentlichung: 6. November 2020 als Teil der Hand in Hand All Stars; Original: beFour      |
| 2022 | Ja ich will (Si con te) Ich würd’s wieder tun | — | — | — | Erstveröffentlichung: 28. Juli 2022 Andrea Berg feat. Giovanni Zarrella                           |

## Musikvideos
| Jahr | Titel                         | Regie                                                 |
| ---- | ----------------------------- | ----------------------------------------------------- |
| 2006 | Ticket to the Moon            | Benjamin Eicher, Timo Joh. Mayer                      |
| 2008 | Wundervoll – Sei bellissima   |                                                       |
| 2010 | I Can’t Dance Alone           |                                                       |
| 2012 | Viva la mamma                 | Felix Meinhardt                                       |
| 2015 | Dolcemente tù                 |                                                       |
| 2018 | Bella Ciao                    | Maurizio Accetta                                      |
| 2019 | Dammi                         |                                                       |
| 2019 | Senza te (Ohne dich)          |                                                       |
| 2019 | Così sei tu                   |                                                       |
| 2020 | La valle de’llEden            |                                                       |
| 2020 | Hand in Hand                  |                                                       |
| 2020 | Ciao!                         |                                                       |
| 2021 | Ci sarai (Irgendwie)          |                                                       |
| 2021 | Sei bella tu                  |                                                       |
| 2021 | Sette ponti devi attraversare |                                                       |
| 2021 | L’amore è                     |                                                       |
| 2021 | Basta! Basta!                 |                                                       |
| 2022 | Un angelo                     |                                                       |
| 2022 | Non puoi lasciarmi cosi       | Marcel Brell                                          |
| 2023 | Impossibile                   | Marcel Brell                                          |
| 2024 | Danza                         | Olivia Rudnitzky                                      |
| 2024 | Fantastico                    | Timm Kleinert, Leonard Müller Klönne, Fabian Süggeler |
| 2024 | Universo                      | Marcel Brell                                          |
| 2025 | La discoteca italiana         | Marcel Brell                                          |

## Promoveröffentlichungen
| Jahr | Titel Album                                      | Anmerkungen                                                                |
| ---- | ------------------------------------------------ | -------------------------------------------------------------------------- |
| 2022 | Keine Angst Love, Maite – das Beste … bis jetzt! | Erstveröffentlichung: 4. November 2022 Maite Kelly feat. Giovanni Zarrella |

## Sonderveröffentlichungen

### Alben
| Jahr | Titel Musiklabel                                                    | Anmerkungen                                                                     |
| ---- | ------------------------------------------------------------------- | ------------------------------------------------------------------------------- |
| 2020 | Die Italo Hitparty – Original italienische Hits Telamo (WMG)        | Erstveröffentlichung: 20. Januar 2020 Teil von La vita è bella (Fanbox-Edition) |
| 2021 | Die Italo Hitparty Teil 2 – Original italienische Hits Telamo (WMG) | Erstveröffentlichung: 9. April 2021 Teil von Ciao! (Fanbox-Edition)             |
| 2021 | Amazon Original – Casa mia Session Telamo (WMG)                     | Erstveröffentlichung: 9. April 2021 Teil von Ciao! (Fanbox-Edition)             |

### Lieder
| Jahr | Titel Album                                                      | Anmerkungen |
| ---- | ---------------------------------------------------------------- | --- |
| 2019 | Believe Classical 90s Dance 3                                    | Erstveröffentlichung: 1. November 2019 Alex Christensen & The Berlin Orchestra feat. Giovanni Zarrella; Original: Cher                                            |
| 2020 | La familia Lombardi                                              | Erstveröffentlichung: 20. März 2020 Pietro Lombardi feat. Giovanni Zarrella                                                                                       |
| 2020 | Ruf mich an Symphonie meines Lebens 2                            | Erstveröffentlichung: 23. Oktober 2020 Howard Carpendale & Royal Philharmonic Orchestra feat. Giovanni Zarrella Original: Ronan Keating – Life Is a Rollercoaster |
| 2020 | Wieder alles im Griff Das ultimative Jubiläums-Best-Of           | Erstveröffentlichung: 23. Oktober 2020 Jürgen Drews feat. Giovanni Zarrella                                                                                       |
| 2020 | Wir leben Schlager Das ultimative Jubiläums-Best-Of              | Erstveröffentlichung: 23. Oktober 2020 Jürgen Drews & Freunde |
| 2021 | Do You Willkommen im Club – 20 Jahre                             | Erstveröffentlichung: 13. August 2021 Ross Antony feat. Giovanni Zarrella; Original: Bro’Sis                                                                      |
| 2021 | I Believe Willkommen im Club – 20 Jahre                          | Erstveröffentlichung: 13. August 2021 Ross Antony feat. Giovanni Zarrella; Original: Bro’Sis                                                                      |
| 2021 | Nati per la vita (Geboren um zu leben) Mein Herz                 | Erstveröffentlichung: 10. September 2021 Sotiria feat. Giovanni Zarrella; Original: Unheilig                                                                      |
| 2022 | Ja ich will (Si con te) Ich würd’s wieder tun                    | Erstveröffentlichung: 29. Juli 2022 Andrea Berg feat. Giovanni Zarrella                                                                                           |
| 2022 | To All the Girls I’ve Loved Before Perspektiven (Deluxe-Edition) | Erstveröffentlichung: 2. September 2022 Roland Kaiser feat. Giovanni Zarrella; Original: Albert Hammond                                                           |
| 2023 | Keine Angst Love, Maite – das Beste … bis jetzt!                 | Erstveröffentlichung: 21. April 2023 Maite Kelly feat. Giovanni Zarrella                                                                                          |

| Jahr | Titel Album     | Anmerkungen                                                 |
| ---- | --------------- | ----------------------------------------------------------- |
| 2004 | U Build Me Up – | Erstveröffentlichung: 29. März 2004 Interpretation: Bro’Sis |

| Jahr | Titel Album                                                            | Anmerkungen                                                                                            |
| ---- | ---------------------------------------------------------------------- | --- |
| 2019 | Nella notte Stars gratulieren und singen die größten Hits der Flippers | Erstveröffentlichung: 9. August 2019 Original: Die Flippers – Wenn es Nacht wird                       |
| 2020 | Italo Classics Hit Mix 2020 Bild Hitmix 2020                           | Erstveröffentlichung: 2. Oktober 2020                                                                  |
| 2020 | Let It Snow Der Mega Weihnachts Party-Mix                              | Erstveröffentlichung: 9. Oktober 2020 Original: Vaughn Monroe – Let It Snow! Let It Snow! Let It Snow! |
| 2020 | Sind die Lichter angezündet Schlager für alle – Weihnachten            | Erstveröffentlichung: 30. Oktober 2020 Original: Traditional                                           |
| 2020 | Hand in Hand Goldene Weihnachtshits                                    | Erstveröffentlichung: 6. November 2020 als Teil der Hand in Hand All Stars; Original: beFour           |
| 2020 | Stille Nacht, heilige Nacht Goldene Weihnachtshits                     | Erstveröffentlichung: 6. November 2020 Original: Traditional                                           |
| 2022 | Un’estate italiana Bild Hitmix 2022                                    | Erstveröffentlichung: 14. Oktober 2022 Original: Edoardo Bennato & Gianna Nannini                      |

### Videoalben
| Jahr | Titel Musiklabel                    | Anmerkungen                                                                     |
| ---- | ----------------------------------- | ------------------------------------------------------------------------------- |
| 2020 | La vita è bella – Live Telamo (WMG) | Erstveröffentlichung: 20. Januar 2020 Teil von La vita è bella (Fanbox-Edition) |

## Statistik

### Chartauswertung
|                     | DE    | AT    | CH    |
| ------------------- | ----- | ----- | ----- |
| Nummer-eins-Alben   | DE2DE | AT2AT | CH—CH |
| Top-10-Alben        | DE4DE | AT4AT | CH3CH |
| Alben in den Charts | DE6DE | AT5AT | CH5CH |

|                       | DE    | AT    | CH    |
| --------------------- | ----- | ----- | ----- |
| Nummer-eins-Singles   | DE—DE | AT—AT | CH—CH |
| Top-10-Singles        | DE1DE | AT—AT | CH—CH |
| Singles in den Charts | DE4DE | AT3AT | CH2CH |

### Auszeichnungen für Musikverkäufe
Anmerkung: Auszeichnungen in Ländern aus den Charttabellen bzw. Chartboxen sind in ebendiesen zu finden.
| Land/RegionAuszeichnungen für Musikverkäufe (Land/Region, Auszeichnungen, Verkäufe, Quellen) | Gold     | Platin     | Verkäufe | Quellen                               |
| -------------------------------------------------------------------------------------------- | -------- | ---------- | -------- | ------------------------------------- |
| Deutschland (BVMI)                                                                           | Gold1    | 2× Platin2 | 500.000  | musikindustrie.de                     |
| Österreich (IFPI)                                                                            | Gold1    | Platin1    | 22.500   | beta.musikwoche.de styleupyourlife.at |
| Insgesamt                                                                                    | 2× Gold2 | 3× Platin3 |          |                                       |